# Dolga Gora
Dolga Gora este o localitate din comuna Šentjur, Slovenia, cu o populație de 269 de locuitori.